# شعبة اللحم
شعبة اللحم هي إحدى بلديات ولاية عين تموشنت الجزائرية.